# Tercera FEB 2024-25
La Tercera FEB 2024-25 fue la primera con esta nueva denominación, que sustituye a la antigua Liga EBA y fue la 31.ª temporada de la cuarta categoría de baloncesto, organizada por la Federación Española de Baloncesto. La temporada comenzó el 13 de octubre de 2024 y acabó el 25 de mayo de 2025 con las eliminatorias de ascenso a Segunda FEB.

## Formato
Los equipos fueron divididos, según su proximidad geográfica, en cinco conferencias, cada una de ellas formada por dos grupos:
- Conferencia A: 2 grupos de 14 equipos (A-A y A-B) de Galicia, Asturias, Cantabria, Castilla y León, Navarra, La Rioja y País Vasco.
- Conferencia B: 2 grupos de 14 equipos (B-A y B-B) de Canarias, Castilla-La Mancha y Comunidad de Madrid.
- Conferencia C: 2 grupos de 14 equipos (C-A y C-B) de Aragón, Cataluña e Islas Baleares.
- Conferencia D: 2 grupos de 13 equipos (D-A y D-B) de Andalucía, Extremadura, Ceuta y Melilla.
- Conferencia E: 1 grupo de 14 equipos (E-A) y otro de 13 equipos (E-B) de la Comunidad Valenciana y Región de Murcia.

La participación en la fase de ascenso se definió como sigue:
| Conferencia | Equipos | 1.º                                             | 2.º                                            | 3.º                                              | 4.º                                            | Fase eliminatoria                     |
| ----------- | ------- | ----------------------------------------------- | ---------------------------------------------- | ------------------------------------------------ | ---------------------------------------------- | ------------------------------------- |
| A           | 3       | Mejor coef. general victorias 1.º A-A / 1.º A-B | Peor coef. general victorias 1.º A-A / 1.º A-B | Vencedor eliminatoria entre los 2.º clasificados |                                                | (A doble partido) - 2.º A-A - 2.º A-B |
| B           | 3       | Mejor coef. general victorias 1.º B-A / 1.º B-B | Peor coef. general victorias 1.º B-A / 1.º B-B | Vencedor eliminatoria entre los 2.º clasificados |                                                | (A doble partido) - 2.º B-A - 2.º B-B |
| C           | 3       | Mejor coef. general victorias 1.º C-A / 1.º C-B | Peor coef. general victorias 1.º C-A / 1.º C-B | Vencedor eliminatoria entre los 2.º clasificados |                                                | (A doble partido) - 2.º C-A - 2.º C-B |
| D           | 3       | Mejor coef. general victorias 1.º D-A / 1.º D-B | Peor coef. general victorias 1.º D-A / 1.º D-B | Vencedor eliminatoria entre los 2.º clasificados |                                                | (A doble partido) - 2.º D-A - 2.º D-B |
| E           | 4       | Mejor coef. general victorias 1.º E-A / 1.º E-B | Peor coef. general victorias 1.º E-A / 1.º E-B | Mejor coef. general victorias 2.º E-A / 2.º E-B  | Peor coef. general victorias 2.º E-A / 2.º E-B |                                       |

Si el coeficiente general de victorias (partidos ganados/partidos perdidos) en la clasificación final fuese el mismo entre dos equipos, se tendrá en cuenta la diferencia de tantos a favor y en contra, en la clasificación final de la liga regular de cada uno de los equipos.

### Fase de ascenso
Los 16 equipos clasificados se distribuyeron en dos grupos y cuatro subgrupos de esta forma:
| Grupo A    | Grupo A    | Grupo B    | Grupo B    |
| Subgrupo 1 | Subgrupo 2 | Subgrupo 3 | Subgrupo 4 |
| ---------- | ---------- | ---------- | ---------- |
| 1A         | 1B         | 1C         | 1D         |
| 2C         | 2A         | 2B         | 1E         |
| 2D         | 2E         | 3A         | 3B         |
| 4E         | 3D         | 3E         | 3C         |

En cada subgrupo jugaron todos contra todos a una sola vuelta (tres jornadas), del jueves 22 al sábado 24 de mayo. Ascendieron a Segunda FEB los cuatro campeones de los subgrupos y los dos vencedores de las eliminatorias que se jugaron el domingo 25 de mayo entre los segundos clasificados de los subgrupos.

### Descensos
| Conferencia | Equipos | Definición de los descendidos                             |
| ----------- | ------- | --------------------------------------------------------- |
| A           | 8       | - 4 últimos del subgrupo A-A - 4 últimos del subgrupo A-B |
| B           | 6       | - 3 últimos del subgrupo B-A - 3 últimos del subgrupo B-B |
| C           | 6       | - 3 últimos del subgrupo C-A - 3 últimos del subgrupo C-B |
| D           | 4       | - 2 últimos del subgrupo D-A - 2 últimos del subgrupo D-B |
| E           | 5       | - 3 últimos del subgrupo E-A - 2 últimos del subgrupo E-B |

## Liga regular

### Conferencia A
| Equipo                                       | Ciudad                  | Pabellón                                        |
| -------------------------------------------- | ----------------------- | ----------------------------------------------- |
| Fundación Bilbao Basket Fundazioa            | Bilbao                  | Polideportivo de Artxanda                       |
| Mondragon Unibersitatea                      | Mondragón               | Iturripe Kiroldegia                             |
| Iruki TAKE                                   | Tolosa                  | Usabal Kiroldegia                               |
| Baskonia B                                   | Vitoria                 | Polideportivo de Mendizorrotza                  |
| Ulacia ZKE                                   | Zarauz                  | Aritzbatalde Kiroldegia                         |
| Tabirako Baqué                               | Durango                 | Polideportivo Landako                           |
| Castillo de Gorraiz Valle de Egüés           | Sarriguren              | Polideportivo Maristas                          |
| LBC Cocinas.com                              | Logroño                 | Polideportivo Lobete                            |
| Construcciones Gonzalo Crespo Pas-Piélagos   | Renedo                  | Pabellón Municipal Fernando Expósito            |
| De Morro Fino Cantbasket04                   | Santander               | Palacio de Deportes de Santander                |
| Restaurante Los Arcos CB Solares             | Solares                 | Pabellón Mies del Corro                         |
| Blendio                                      | Santander               | Palacio de Deportes de Santander                |
| Hotel 4Postes - Ávila Auténtica - El Bulevar | Ávila                   | CU Múltiples Carlos Sastre                      |
| Grupo de Santiago                            | Burgos                  | Polideportivo Municipal El Plantío              |
| Perfumerías Avenida Xoborg                   | Salamanca               | Pabellón Municipal Würzburg                     |
| Caja Rural Real Valladolid Baloncesto B      | Valladolid              | Polideportivo Pisuerga                          |
| Recoletas Salud Carbajosa                    | Carbajosa de la Sagrada | Polideportivo Municipal Carbajosa de la Sagrada |
| Obradoiro Ames B                             | Ames                    | Polideportivo Municipal O Milladoiro            |
| Calvo Basket Xiria                           | Carballo                | Pavillón Municipal Vila de Noia                 |
| Traumacor Culleredo                          | Culleredo               | Pabellón O Burgo                                |
| Ucoga Seguros CB Chantada                    | Chantada                | Pabellón Polideportivo Municipal Chantada       |
| Estudiantes Lugo Río de Galicia              | Lugo                    | Pazo Provincial dos Deportes                    |
| Oposita Marín Ence Peixegalego               | Marín                   | Pabellón Municipal A Raña                       |
| Solgaleo Bosco Salesianos                    | Orense                  | Pabellón Municipal Remedios                     |
| Ineltron Santo Domingo Betanzos              | Betanzos                | Polideportivo Municipal de Betanzos             |
| PBB Godoy Maceira                            | Porriño                 | Pabellón Municipal de Porriño                   |
| Círculo Gijón Noega Baloncesto               | Gijón                   | Palacio de Deportes La Guía-Adolfo Suárez       |
| Universidad de Oviedo                        | Oviedo                  | Polideportivo Universitario Oviedo              |

(  Ascensos/Descensos de la temporada anterior 2023-24)

#### Grupo A-A
| | Equipo                                     | J  | G  | P  | PF   | PC   | DP   | Puntos |
| --- | ------------------------------------------ | -- | -- | -- | ---- | ---- | ---- | ------ |
| 1 | LBC Cocinas.com                            | 26 | 20 | 6  | 2047 | 1800 | 247  | 46     |
| 2 | Castillo de Gorraiz Valle de Egüés         | 26 | 20 | 6  | 2110 | 1848 | 262  | 46     |
| 3 | Iruki TAKE                                 | 26 | 17 | 9  | 2045 | 1902 | 143  | 43     |
| 4 | De Morro Fino Cantbasket04                 | 26 | 15 | 11 | 1953 | 1876 | 77   | 41     |
| 5 | Fundación Bilbao Basket Fundazioa          | 26 | 14 | 12 | 1897 | 1791 | 106  | 40     |
| 6 | Grupo de Santiago                          | 26 | 14 | 12 | 2027 | 1955 | 72   | 40     |
| 7 | Restaurante Los Arcos CB Solares           | 26 | 14 | 12 | 1916 | 1964 | -48  | 40     |
| 8 | Ulacia ZKE                                 | 26 | 13 | 13 | 1809 | 1817 | -8   | 39     |
| 9 | Baskonia B                                 | 26 | 13 | 13 | 1958 | 1890 | 68   | 39     |
| 10 | Mondragon Unibersitatea                    | 26 | 13 | 13 | 1870 | 1977 | -107 | 39     |
| 11 | Blendio                                    | 26 | 10 | 16 | 2007 | 2141 | -134 | 36     |
| 12 | Construcciones Gonzalo Crespo Pas-Piélagos | 26 | 9  | 17 | 1986 | 2159 | -173 | 35     |
| 13 | Caja Rural Real Valladolid Baloncesto B    | 26 | 8  | 18 | 1823 | 1930 | -107 | 34     |
| 14 | Tabirako Baqué                             | 26 | 2  | 24 | 1712 | 2110 | -398 | 28     |
| Fuente: Federación Española de Baloncesto: Clasificación de la Liga EBA - Grupo A-A; actualización automática |                                            |    |    |    |      |      |      |        |

#### Grupo A-B
| | Equipo                                       | J  | G  | P  | PF   | PC   | DP   | Puntos |
| --- | -------------------------------------------- | -- | -- | -- | ---- | ---- | ---- | ------ |
| 1 | Círculo Gijón Noega Baloncesto               | 26 | 24 | 2  | 2402 | 2043 | 359  | 50     |
| 2 | Oposita Marín Ence Peixegalego               | 26 | 21 | 5  | 2168 | 1854 | 314  | 47     |
| 3 | Perfumerías Avenida Xoborg                   | 26 | 19 | 7  | 2262 | 1945 | 317  | 45     |
| 4 | Hotel 4Postes - Ávila Auténtica - El Bulevar | 26 | 17 | 9  | 2179 | 2016 | 163  | 43     |
| 5 | Ucoga Seguros CB Chantada                    | 26 | 15 | 11 | 1942 | 1863 | 79   | 41     |
| 6 | Universidad de Oviedo                        | 26 | 14 | 12 | 2041 | 2019 | 22   | 40     |
| 7 | Obradoiro Ames B                             | 26 | 14 | 12 | 2141 | 2031 | 110  | 40     |
| 8 | Recoletas Salud Carbajosa                    | 26 | 11 | 15 | 1968 | 2006 | -38  | 37     |
| 9 | Calvo Basket Xiria                           | 26 | 10 | 16 | 2012 | 2063 | -51  | 36     |
| 10 | Traumacor Culleredo                          | 26 | 9  | 17 | 1939 | 2058 | -119 | 35     |
| 11 | Ineltron Santo Domingo Betanzos              | 26 | 9  | 17 | 2072 | 2264 | -192 | 35     |
| 12 | Estudiantes Lugo Río de Galicia              | 26 | 7  | 19 | 1904 | 2081 | -177 | 33     |
| 13 | Solgaleo Bosco Salesianos                    | 26 | 7  | 19 | 1769 | 2079 | -310 | 33     |
| 14 | PBB Godoy Maceira                            | 26 | 5  | 21 | 1673 | 2150 | -477 | 31     |
| Fuente: Federación Española de Baloncesto: Clasificación de la Liga EBA - Grupo A-B; actualización automática |                                              |    |    |    |      |      |      |        |

#### Conferencia A-Eliminatoria
|  | Eliminatoria mejor 2.º                              |                                    |    |    |  |
|  | 4 de mayo de 2025 (ida) 10 de mayo de 2025 (vuelta) |                                    |    |    |  |
|  |                                                     |                                    |    |    |  |
|  | 2.º A-A                                             | Castillo de Gorraiz Valle de Egüés | 78 | 76 |  |
|  | 2.º A-A                                             | Castillo de Gorraiz Valle de Egüés | 78 | 76 |  |
|  | 2.º A-B                                             | Oposita Marín Ence Peixegalego     | 65 | 85 |  |
|  | 2.º A-B                                             | Oposita Marín Ence Peixegalego     | 65 | 85 |  |

#### Participantes a la Fase final de la conferencia A
| Bandera de Asturias            | Bandera de La Rioja (España) | Bandera de Navarra                 |
| Círculo Gijón Noega Baloncesto | LBC Cocinas.com              | Castillo de Gorraiz Valle de Egüés |
| Clasificado como 1.º A         | Clasificado como 2.º A       | Clasificado como 3.º A             |
| ------------------------------ | ---------------------------- | ---------------------------------- |

### Conferencia B
| Equipo                         | Ciudad                      | Pabellón                                      |
| ------------------------------ | --------------------------- | --------------------------------------------- |
| Baloncesto Alcalá              | Alcalá de Henares           | Ciudad Deportiva Espartales                   |
| Flexicar Fuenlabrada B         | Fuenlabrada                 | Polideportivo Fernando Martín                 |
| Real Madrid B                  | Madrid                      | Ciudad Real Madrid                            |
| Movistar Estudiantes B         | Madrid                      | Pabellón Movistar Academy Magariños           |
| Sun Chlorella Dragons          | Madrid                      | Polideportivo Municipal Antonio Díaz-Miguel   |
| Real Canoe NC                  | Madrid                      | Polideportivo Real Canoe NC                   |
| Zentro Basket Madrid           | Madrid                      | Polideportivo Municipal Antonio Díaz-Miguel   |
| Cesur Distrito Olímpico        | Madrid                      | Polideportivo Municipal San Blas              |
| Sumialki CB Ciudad de Móstoles | Móstoles                    | Pabellón los Rosales                          |
| Uros de Rivas                  | Rivas-Vaciamadrid           | Pabellón Cerro del Telégrafo                  |
| CB Tres Cantos                 | Tres Cantos                 | Pabellón La Luz                               |
| CB Getafe                      | Getafe                      | Pabellón Juan de la Cierva                    |
| Pablo Laso Academy             | Villanueva de la Cañada     | UCJC Sports Club                              |
| Fundación Globalcaja La Roda   | La Roda                     | Pabellón Juan José Lozano Jareño              |
| Lujisa Guadalajara Basket      | Guadalajara                 | Polideportivo San José                        |
| CD Basket Globalcaja Quintanar | Quintanar del Rey           | Pabellón Ángel Lancho                         |
| Baloncesto Talavera            | Talavera de la Reina        | Polideportivo Primero de Mayo                 |
| Tobarra CB                     | Tobarra                     | Pabellón de la Granja                         |
| Cabezuelo CB Socuéllamos       | Socuéllamos                 | Pabellón Roberto Parra                        |
| El Ventero CBV                 | Villarrobledo               | Pabellón Municipal del Barrio de los Pintores |
| Transportes Gobra Güímar       | Güímar                      | Pabellón Municipal Quique Ruiz                |
| CB La Matanza                  | La Matanza de Acentejo      | Pabellón Municipal La Matanza de Acentejo     |
| CB Aridane                     | Los Llanos de Aridane       | Pabellón Severo Rodríguez                     |
| Náutico Tenerife               | Santa Cruz de Tenerife      | Pabellón Real Club Náutico de Tenerife        |
| CB Valsequillo                 | Valsequillo de Gran Canaria | Pabellón El Mercadillo                        |
| EB Felipe Antón                | Santa Cruz de La Palma      | Pabellón Multiusos Roberto Rodríguez Estrello |
| Fundación CB Canarias B        | San Cristóbal de La Laguna  | Pabellón Juan Ríos Tejera                     |
| Toscones Corralejo             | Corralejo                   | Pabellón Municipal José Perdomo Umpiérrez     |

(  Ascensos/Descensos de la temporada anterior 2023-24)

#### Grupo B-A
| | Equipo                    | J  | G  | P  | PF   | PC   | DP   | Puntos |
| --- | ------------------------- | -- | -- | -- | ---- | ---- | ---- | ------ |
| 1 | CB Aridane                | 26 | 21 | 5  | 2075 | 1700 | 375  | 47     |
| 2 | Movistar Estudiantes B    | 26 | 20 | 6  | 2074 | 1822 | 252  | 46     |
| 3 | Sun Chlorella Dragons     | 26 | 19 | 7  | 2103 | 1868 | 235  | 45     |
| 4 | CB Tres Cantos            | 26 | 18 | 8  | 1862 | 1725 | 137  | 44     |
| 5 | Real Canoe NC             | 26 | 16 | 10 | 2065 | 1969 | 96   | 42     |
| 6 | CB La Matanza             | 26 | 15 | 11 | 1990 | 1952 | 38   | 41     |
| 7 | Baloncesto Talavera       | 26 | 13 | 13 | 1935 | 1927 | 8    | 39     |
| 8 | Lujisa Guadalajara Basket | 26 | 12 | 14 | 1955 | 2004 | -49  | 38     |
| 9 | Baloncesto Alcalá         | 26 | 11 | 15 | 1859 | 1849 | 10   | 37     |
| 10 | Toscones Corralejo        | 26 | 11 | 15 | 1711 | 1939 | -228 | 37     |
| 11 | Cesur Distrito Olímpico   | 26 | 10 | 16 | 1770 | 1834 | -64  | 36     |
| 12 | Cabezuelo CB Socuéllamos  | 26 | 8  | 18 | 1754 | 1898 | -144 | 34     |
| 13 | CB Valsequillo            | 26 | 5  | 21 | 1688 | 1964 | -276 | 31     |
| 14 | Pablo Laso Academy        | 26 | 3  | 23 | 1793 | 2183 | -390 | 29     |
| Fuente: Federación Española de Baloncesto: Clasificación de la Liga EBA - Grupo B-A; actualización automática |                           |    |    |    |      |      |      |        |

#### Grupo B-B
| | Equipo                         | J  | G  | P  | PF   | PC   | DP   | Puntos |
| --- | ------------------------------ | -- | -- | -- | ---- | ---- | ---- | ------ |
| 1 | Real Madrid B                  | 26 | 22 | 4  | 1944 | 1627 | 317  | 48     |
| 2 | CB Getafe                      | 26 | 18 | 8  | 2085 | 1906 | 179  | 44     |
| 3 | Fundación Globalcaja La Roda   | 26 | 18 | 8  | 1999 | 1801 | 198  | 44     |
| 4 | CD Basket Globalcaja Quintanar | 26 | 17 | 9  | 1989 | 1832 | 157  | 43     |
| 5 | Náutico Tenerife               | 26 | 15 | 11 | 1966 | 1883 | 83   | 41     |
| 6 | Fundación CB Canarias B        | 26 | 14 | 12 | 1991 | 1912 | 79   | 40     |
| 7 | El Ventero CBV                 | 26 | 13 | 13 | 1833 | 1803 | 30   | 39     |
| 8 | Sumialki CB Ciudad de Móstoles | 26 | 12 | 14 | 1969 | 2112 | -143 | 38     |
| 9 | Uros de Rivas                  | 26 | 11 | 15 | 1947 | 2025 | -78  | 37     |
| 10 | Zentro Basket Madrid           | 26 | 11 | 15 | 2024 | 2122 | -98  | 37     |
| 11 | Flexicar Fuenlabrada B         | 26 | 10 | 16 | 2010 | 2135 | -125 | 36     |
| 12 | EB Felipe Antón                | 26 | 9  | 17 | 2049 | 2087 | -38  | 35     |
| 13 | Tobarra CB                     | 26 | 7  | 19 | 1853 | 2074 | -221 | 33     |
| 14 | Transportes Gobra Güímar       | 26 | 5  | 21 | 1861 | 2201 | -340 | 31     |
| Fuente: Federación Española de Baloncesto: Clasificación de la Liga EBA - Grupo B-B; actualización automática |                                |    |    |    |      |      |      |        |

#### Conferencia B-Eliminatoria
|  | Eliminatoria mejor 2.º                              |                              |    |    |  |
|  | 3 de mayo de 2025 (ida) 10 de mayo de 2025 (vuelta) |                              |    |    |  |
|  |                                                     |                              |    |    |  |
|  | 2.º B-A                                             | Movistar Estudiantes B       | 72 | 68 |  |
|  | 2.º B-A                                             | Movistar Estudiantes B       | 72 | 68 |  |
|  | 2.º B-B                                             | Fundación Globalcaja La Roda | 77 | 78 |  |
|  | 2.º B-B                                             | Fundación Globalcaja La Roda | 77 | 78 |  |

#### Participantes a la Fase final de la conferencia B
| Bandera de Canarias    | Bandera de la Comunidad de Madrid | Bandera de Castilla-La Mancha |
| CB Aridane             | CB Getafe                         | Fundación Globalcaja La Roda  |
| Clasificado como 1.º B | Clasificado como 2.º B            | Clasificado como 3.º B        |
| ---------------------- | --------------------------------- | ----------------------------- |

### Conferencia C
| Equipo                              | Ciudad                  | Pabellón                                         |
| ----------------------------------- | ----------------------- | ------------------------------------------------ |
| Sandà Electroclima CB L'Hospitalet  | Hospitalet de Llobregat | Nou Pavelló del Centre                           |
| Barça B                             | Barcelona               | Ciutat Esportiva Joan Gamper                     |
| SE Santa Eulàlia                    | Barcelona               | Poliesportiu Virrei Amat                         |
| SD Espanyol - Smartclínic           | Barcelona               | Poliesportiu Jesús María Sant Gervasi            |
| CB Roser                            | Barcelona               | Centre Esportiu Municipal Estació del Nord       |
| Joventut Badalona B                 | Badalona                | Palau Municipal d'Esports de Badalona            |
| Tibu-Ron Castelldefels              | Castelldefels           | Pabellón Can Vinader                             |
| CB Granollers - Pisos.com           | Granollers              | Pabellón CB Granollers                           |
| Monbus - CB Igualada                | Igualada                | Pavelló Municipal de les Comes                   |
| Mataró Parc Boet                    | Mataró                  | Poliesportiu Municipal Eusebi Millán             |
| DM Group Mollet                     | Mollet del Vallès       | Pabellón Municipal Plana Lledó                   |
| CB Navàs Viscola                    | Navás                   | Pavelló Municipal d'Esports                      |
| Global Real Estate CB Salt          | Salt                    | Pavelló Municipal d'Esports de Salt              |
| CB Valls Tallers Pablo Martínez     | Valls                   | Pabellón Joana Ballart                           |
| CB Vic - Universitat de Vic         | Vic                     | Pabellón Municipal Castell d'en Planes           |
| Jac Sants Barcelona                 | Barcelona               | Centre Esportiu La Bordeta                       |
| Motor Munich Cadí Manresa B         | Manresa                 | Pavelló Nou Congost                              |
| CB Esparreguera                     | Esparraguera            | Pavelló Ramón Martí                              |
| CB Cuarte de Huerva                 | Cuarte de Huerva        | Polideportivo Municipal de Cuarte de Huerva      |
| Alfindén CB                         | La Puebla de Alfindén   | Polideportivo Municipal de la Puebla de Alfindén |
| Anagán - El Olivar                  | Zaragoza                | Pabellón Polideportivo Estadio Miralbueno Olivar |
| Azulejos Moncayo CBZ                | Zaragoza                | Pabellón CDM Mudéjar                             |
| CN Helios                           | Zaragoza                | Centro Natación Helios                           |
| Grupo Jorge Baloncesto Zuera        | Zuera                   | Polideportivo Municipal de Zuera                 |
| Golf de Andratx                     | Andrach                 | Palau Municipal d'Esports                        |
| Sa Tintina CB Es Castell            | Es Castell              | Pavelló Esportiu Municipal Sergio Llull          |
| Fibwi Bàsquet Ciutat d'Inca         | Inca                    | Palau Municipal d'Esports d'Inca                 |
| Sa Real Instalaciones Arévalo Ibiza | Ibiza                   | Poliesportiu Joan Pau II                         |

(  Ascensos/Descensos de la temporada anterior 2023-24)

#### Grupo C-A
| | Equipo                             | J  | G  | P  | PF   | PC   | DP   | Puntos |
| --- | ---------------------------------- | -- | -- | -- | ---- | ---- | ---- | ------ |
| 1 | CB Navàs Viscola                   | 26 | 21 | 5  | 2110 | 1906 | 204  | 47     |
| 2 | Azulejos Moncayo CBZ               | 26 | 20 | 6  | 2044 | 1847 | 197  | 46     |
| 3 | Sandà Electroclima CB L'Hospitalet | 26 | 20 | 6  | 1910 | 1736 | 174  | 46     |
| 4 | CB Vic - Universitat de Vic        | 26 | 17 | 9  | 1934 | 1804 | 130  | 43     |
| 5 | CB Esparreguera                    | 26 | 15 | 11 | 2093 | 1991 | 102  | 41     |
| 6 | Sa Tintina CB Es Castell           | 26 | 15 | 11 | 1896 | 1853 | 43   | 41     |
| 7 | Anagán - El Olivar                 | 26 | 12 | 14 | 1875 | 1887 | -12  | 38     |
| 8 | Jac Sants Barcelona                | 26 | 11 | 15 | 1891 | 1959 | -68  | 37     |
| 9 | SE Santa Eulàlia                   | 26 | 11 | 15 | 1957 | 1918 | 39   | 37     |
| 10 | Joventut Badalona B                | 26 | 10 | 16 | 1889 | 1949 | -60  | 36     |
| 11 | CB Valls Tallers Pablo Martínez    | 26 | 9  | 17 | 1840 | 1998 | -158 | 35     |
| 12 | Mataró Parc Boet                   | 26 | 9  | 17 | 1880 | 2014 | -134 | 35     |
| 13 | Grupo Jorge Baloncesto Zuera       | 26 | 9  | 17 | 1949 | 1973 | -24  | 35     |
| 14 | Golf de Andratx                    | 26 | 3  | 23 | 1677 | 2110 | -433 | 29     |
| Fuente: Federación Española de Baloncesto: Clasificación de la Liga EBA - Grupo C-A; actualización automática |                                    |    |    |    |      |      |      |        |

#### Grupo C-B
| | Equipo                              | J  | G  | P  | PF   | PC   | DP   | Puntos |
| --- | ----------------------------------- | -- | -- | -- | ---- | ---- | ---- | ------ |
| 1 | DM Group Mollet                     | 26 | 21 | 5  | 2073 | 1874 | 199  | 47     |
| 2 | Motor Munich Cadí Manresa B         | 26 | 19 | 7  | 2051 | 1870 | 181  | 45     |
| 3 | Tibu-Ron Castelldefels              | 26 | 19 | 7  | 2030 | 1854 | 176  | 45     |
| 4 | Barça B                             | 26 | 18 | 8  | 2055 | 1824 | 231  | 44     |
| 5 | Alfindén CB                         | 26 | 14 | 12 | 2116 | 2037 | 79   | 40     |
| 6 | Monbus - CB Igualada                | 26 | 14 | 12 | 1896 | 1850 | 46   | 40     |
| 7 | CB Roser                            | 26 | 14 | 12 | 1903 | 1882 | 21   | 40     |
| 8 | CB Granollers-Pisos.com             | 26 | 11 | 15 | 1867 | 1971 | -104 | 37     |
| 9 | CB Cuarte de Huerva                 | 26 | 11 | 15 | 1835 | 1988 | -153 | 37     |
| 10 | Fibwi Bàsquet Ciutat d'Inca         | 26 | 10 | 16 | 1893 | 1966 | -73  | 36     |
| 11 | Sa Real Instalaciones Arévalo Ibiza | 26 | 10 | 16 | 2043 | 2169 | -126 | 36     |
| 12 | Global Real Estate CB Salt          | 26 | 8  | 18 | 1998 | 2035 | -37  | 34     |
| 13 | CN Helios                           | 26 | 8  | 18 | 1777 | 1853 | -76  | 34     |
| 14 | SD Espanyol - Smartclínic           | 26 | 5  | 21 | 1866 | 2230 | -364 | 31     |
| Fuente: Federación Española de Baloncesto: Clasificación de la Liga EBA - Grupo C-B; actualización automática |                                     |    |    |    |      |      |      |        |

#### Conferencia C-Eliminatoria
|  | Eliminatoria mejor 2.º                              |                             |    |    |  |
|  | 4 de mayo de 2025 (ida) 10 de mayo de 2025 (vuelta) |                             |    |    |  |
|  |                                                     |                             |    |    |  |
|  | 2.º C-A                                             | Azulejos Moncayo CBZ        | 91 | 79 |  |
|  | 2.º C-A                                             | Azulejos Moncayo CBZ        | 91 | 79 |  |
|  | 2.º C-B                                             | Motor Munich Cadí Manresa B | 85 | 66 |  |
|  | 2.º C-B                                             | Motor Munich Cadí Manresa B | 85 | 66 |  |

#### Participantes a la Fase final de la conferencia C
| Bandera de Cataluña    | Bandera de Cataluña    | Bandera de Aragón      |
| CB Navàs Viscola       | DM Group Mollet        | Azulejos Moncayo CBZ   |
| Clasificado como 1.º C | Clasificado como 2.º C | Clasificado como 3.º C |
| ---------------------- | ---------------------- | ---------------------- |

### Conferencia D
| Equipo                                          | Ciudad                    | Pabellón                                       |
| ----------------------------------------------- | ------------------------- | ---------------------------------------------- |
| Huelva Comercio LRi21 - Viridis                 | Huelva                    | Polideportivo Andrés Estrada                   |
| Colegio El Pinar                                | Alhaurín de la Torre      | Polideportivo Colegio El Pinar                 |
| Reental Aljaraque                               | Aljaraque                 | Pabellón Municipal de Deportes de Aljaraque    |
| Jaén Paraíso Interior - Ska Logistik CB Andújar | Andújar                   | Polideportivo Municipal de Andújar             |
| Ática Sevilla CB Coria                          | Coria del Río             | Pabellón Municipal CB Coria                    |
| Eiffage CB Ciudad de Dos Hermanas               | Dos Hermanas              | Polideportivo Los Montecillos                  |
| Fitosur B. Murgi                                | El Ejido                  | Pabellón Municipal de Deportes El Ejido        |
| Baublock Gymnástica                             | El Puerto de Santa María  | Pabellón Ramón Velázquez                       |
| Jaén Paraíso Interior FS                        | Jaén                      | Pabellón Municipal de la Salobreja             |
| Jaén Paraíso Interior CB                        | Jaén                      | Pabellón Municipal de la Salobreja             |
| Oh!Tels ULB                                     | La Línea de la Concepción | Pabellón Municipal La Línea de la Concepción   |
| Tu Súper CB La Zubia                            | La Zubia                  | Pabellón Municipal 11 de Marzo                 |
| Unicaja Andalucía B                             | Málaga                    | Pabellón José María Martín Urbano              |
| Hospital Ochoa CB Marbella                      | Marbella                  | Polideportivo Bello Horizonte "Carlos Cabezas" |
| Dehesas Reunidas Climanavas Agrometal Peñarroya | Peñarroya-Pueblonuevo     | Polideportivo Lourdes Mohedano                 |
| CB Novaschool Rincón de la Victoria             | Rincón de la Victoria     | Pabellón Novaschool Añoreta                    |
| Club Baloncesto San Fernando                    | San Fernando              | Pabellón Municipal El Parque                   |
| Real Betis Baloncesto B                         | Sevilla                   | Pabellón Municipal de Pilas                    |
| CB Salliver Fuengirola Higuerón Hotel           | Fuengirola                | Pabellón Juan Gómez Juanito                    |
| Molina Olea CB Costa Motril                     | Motril                    | Pabellón Municipal de Motril                   |
| Lithium Iberia Sagrado                          | Cáceres                   | Pabellón Multiusos Ciudad de Cáceres           |
| Vítaly La Mar BCBadajoz                         | Badajoz                   | Pabellón La Granadilla                         |
| Hache Publicidad Moraleja                       | Moraleja                  | Pabellón Adolfo Suárez                         |
| City of Badajoz Academy                         | Badajoz                   | Pabellón Polideportivo Colegio Maristas        |
| San Antonio Cáceres                             | Cáceres                   | Polideportivo Colegio San Antonio de Padua     |
| Melilla Ciudad del Deporte Enrique Soler        | Melilla                   | Pabellón Guillermo García Pezzi                |

(  Ascensos/Descensos de la temporada anterior 2023-24)

#### Grupo D-A
| | Equipo                                          | J  | G  | P  | PF   | PC   | DP   | Puntos |
| --- | ----------------------------------------------- | -- | -- | -- | ---- | ---- | ---- | ------ |
| 1 | Colegio El Pinar                                | 24 | 22 | 2  | 1981 | 1610 | 371  | 46     |
| 2 | Jaén Paraíso Interior FS                        | 24 | 22 | 2  | 2175 | 1769 | 406  | 46     |
| 3 | Hospital Ochoa CB Marbella                      | 24 | 17 | 7  | 1944 | 1744 | 200  | 41     |
| 4 | Jaén Paraíso Interior CB                        | 24 | 14 | 10 | 1935 | 1762 | 173  | 38     |
| 5 | Tu Súper CB La Zubia                            | 24 | 12 | 12 | 1716 | 1732 | -16  | 36     |
| 6 | Molina Olea CB Costa Motril                     | 24 | 12 | 12 | 1910 | 1898 | 12   | 36     |
| 7 | CB Salliver Fuengirola Higuerón Hotel           | 24 | 10 | 14 | 1604 | 1717 | -113 | 34     |
| 8 | Melilla Ciudad del Deporte Enrique Soler        | 24 | 10 | 14 | 1834 | 1978 | -144 | 34     |
| 9 | Jaén Paraíso Interior - Ska Logistik CB Andújar | 24 | 8  | 16 | 1666 | 1833 | -167 | 32     |
| 10 | CB Novaschool Rincón de la Victoria             | 24 | 8  | 16 | 1752 | 1927 | -175 | 32     |
| 11 | Oh!Tels ULB                                     | 24 | 8  | 16 | 1525 | 1630 | -105 | 32     |
| 12 | Unicaja Andalucía B                             | 24 | 7  | 17 | 1764 | 1886 | -122 | 31     |
| 13 | Fitosur B. Murgi                                | 24 | 6  | 18 | 1700 | 2020 | -320 | 30     |
| Fuente: Federación Española de Baloncesto: Clasificación de la Liga EBA - Grupo D-A; actualización automática |                                                 |    |    |    |      |      |      |        |

#### Grupo D-B
| | Equipo                                          | J  | G  | P  | PF   | PC   | DP   | Puntos |
| --- | ----------------------------------------------- | -- | -- | -- | ---- | ---- | ---- | ------ |
| 1 | Ática Sevilla CB Coria                          | 24 | 23 | 1  | 1985 | 1548 | 437  | 47     |
| 2 | Huelva Comercio LRi21 - Viridis                 | 24 | 19 | 5  | 1836 | 1478 | 358  | 43     |
| 3 | Vítaly La Mar BCBadajoz                         | 24 | 18 | 6  | 1847 | 1683 | 164  | 42     |
| 4 | Dehesas Reunidas Climanavas Agrometal Peñarroya | 24 | 15 | 9  | 1872 | 1777 | 95   | 39     |
| 5 | Eiffage CB Ciudad de Dos Hermanas               | 24 | 15 | 9  | 1760 | 1741 | 19   | 39     |
| 6 | Baublock Gymnástica                             | 24 | 12 | 12 | 2051 | 1891 | 160  | 36     |
| 7 | Lithium Iberia Sagrado                          | 24 | 11 | 13 | 1829 | 1895 | -66  | 35     |
| 8 | Reental Aljaraque                               | 24 | 10 | 14 | 1818 | 1860 | -42  | 34     |
| 9 | San Antonio Cáceres                             | 24 | 9  | 15 | 1880 | 2080 | -200 | 33     |
| 10 | Hache Publicidad Moraleja                       | 24 | 8  | 16 | 1713 | 1952 | -239 | 32     |
| 11 | Club Baloncesto San Fernando                    | 24 | 7  | 17 | 1746 | 1828 | -82  | 31     |
| 12 | Real Betis Baloncesto B                         | 24 | 5  | 19 | 1595 | 1910 | -315 | 29     |
| 13 | City of Badajoz Academy                         | 24 | 4  | 20 | 1627 | 1916 | -289 | 28     |
| Fuente: Federación Española de Baloncesto: Clasificación de la Liga EBA - Grupo D-B; actualización automática |                                                 |    |    |    |      |      |      |        |

#### Conferencia D-Eliminatoria
|  | Eliminatoria mejor 2.º                              |                                 |    |    |  |
|  | 4 de mayo de 2025 (ida) 10 de mayo de 2025 (vuelta) |                                 |    |    |  |
|  |                                                     |                                 |    |    |  |
|  | 2.º D-A                                             | Jaén Paraíso Interior FS        | 79 | 80 |  |
|  | 2.º D-A                                             | Jaén Paraíso Interior FS        | 79 | 80 |  |
|  | 2.º D-B                                             | Huelva Comercio LRi21 - Viridis | 78 | 72 |  |
|  | 2.º D-B                                             | Huelva Comercio LRi21 - Viridis | 78 | 72 |  |

#### Participantes a la Fase final de la conferencia D
| Bandera de Andalucía   | Bandera de Andalucía   | Bandera de Andalucía     |
| Ática Sevilla CB Coria | Colegio El Pinar       | Jaén Paraíso Interior FS |
| Clasificado como 1.º D | Clasificado como 2.º D | Clasificado como 3.º D   |
| ---------------------- | ---------------------- | ------------------------ |

### Conferencia E
| Equipo                                  | Ciudad                  | Pabellón                                        |
| --------------------------------------- | ----------------------- | ----------------------------------------------- |
| Rigalli Alginet                         | Alginet                 | Pabellón Municipal Alginet                      |
| Lucentum Alicante B                     | Alicante                | Centre de Tecnificació Esportiva d'Alacant      |
| Klinik · PM Carolinas                   | Alicante                | Pabellón Florida Babel                          |
| Servigroup Benidorm                     | Benidorm                | Palacio Deportes L'Illa de Benidorm             |
| Amics Castelló B                        | Castellón de la Plana   | Pabellón Municipal Ciutat de Castelló           |
| CBI Elche X Maxiwatt                    | Elche                   | Pabellón Esperanza Lag                          |
| Jovens L'Eliana                         | La Eliana               | Pabellón Municipal La Eliana                    |
| ESET Ontinet                            | Onteniente              | Pabellón Fernando Rubio                         |
| Topsurface NB Paterna                   | Paterna                 | Pabellón Municipal Paterna                      |
| CB Puerto Sagunto                       | Puerto de Sagunto       | Pabellón Municipal José Veral                   |
| CB Jorge Juan Tártaros Gonzalo Castelló | Novelda                 | Pabellón Municipal La Magdalena                 |
| Club Bàsquet Sueca Vidriola Inmobles    | Sueca                   | Nou Pavelló Oliveretes                          |
| CB Tabernes Blanques - Fernando Gil     | Tabernes Blanques       | Pabellón Municipal Tabernes Blanques            |
| NB Torrent                              | Torrente                | Pabellón Municipal El Vedat                     |
| Picken Claret                           | Valencia                | Pabellón Municipal Benimaclet                   |
| Valencia BC B                           | Valencia                | Alquería del Basket                             |
| El Pilar - UPV                          | Valencia                | Polideportivo Colegio El Pilar                  |
| Esportiu Bàsquet Vila-real              | Villarreal              | Pabellón Centro Tecnificación Deportiva         |
| Maristas Valencia                       | Valencia                | Polideportivo Colegio Maristas Valencia         |
| Dénia Bàsquet                           | Denia                   | Pavelló d'Esports Joan Fuster                   |
| CB Jovens Almàssera                     | Almácera                | Pavelló Municipal Almàssera                     |
| Adesavi                                 | San Vicente del Raspeig | Polideportivo Municipal San Vicente del Raspeig |
| CB Morvedre                             | Sagunto                 | Pabellón Municipal René Marigil                 |
| Ricasa Godella B                        | Godella                 | Pabellón Municipal de Godella                   |
| Sercomosa Molina Basket                 | Molina de Segura        | Pabellón Serrerías                              |
| UCAM Murcia Juver CB B                  | Murcia                  | Palacio de Deportes de Murcia                   |
| Real Murcia Baloncesto                  | Murcia                  | Pabellón Príncipe de Asturias                   |

(  Ascensos/Descensos de la temporada anterior 2023-24)

#### Grupo E-A
| | Equipo                              | J  | G  | P  | PF   | PC   | DP   | Puntos |
| --- | ----------------------------------- | -- | -- | -- | ---- | ---- | ---- | ------ |
| 1 | NB Torrent                          | 26 | 23 | 3  | 2069 | 1719 | 350  | 49     |
| 2 | Esportiu Bàsquet Vila-real          | 26 | 23 | 3  | 2179 | 1797 | 382  | 49     |
| 3 | CB Puerto Sagunto                   | 26 | 18 | 8  | 1879 | 1744 | 135  | 44     |
| 4 | El Pilar - UPV                      | 26 | 18 | 8  | 2378 | 2096 | 282  | 44     |
| 5 | Jovens L'Eliana                     | 26 | 17 | 9  | 1912 | 1840 | 72   | 43     |
| 6 | Topsurface NB Paterna               | 26 | 15 | 11 | 1980 | 1878 | 102  | 41     |
| 7 | Valencia BC B                       | 26 | 15 | 11 | 2122 | 2000 | 122  | 40     |
| 8 | Ricasa Godella B                    | 26 | 11 | 15 | 1785 | 2033 | -248 | 37     |
| 9 | Amics Castelló B                    | 26 | 10 | 16 | 1931 | 1972 | -41  | 36     |
| 10 | CB Jovens Almàssera                 | 26 | 10 | 16 | 1999 | 2122 | -123 | 36     |
| 11 | Maristas Valencia                   | 26 | 10 | 16 | 1953 | 2049 | -96  | 36     |
| 12 | CB Tabernes Blanques - Fernando Gil | 26 | 9  | 17 | 1952 | 2149 | -197 | 35     |
| 13 | CB Morvedre                         | 26 | 3  | 23 | 1950 | 2210 | -260 | 29     |
| 14 | Picken Claret                       | 26 | 0  | 26 | 1763 | 2243 | -480 | 26     |
| Fuente: Federación Española de Baloncesto: Clasificación de la Liga EBA - Grupo E-A; actualización automática |                                     |    |    |    |      |      |      |        |

#### Grupo E-B
| | Equipo                                  | J  | G  | P  | PF   | PC   | DP   | Puntos |
| --- | --------------------------------------- | -- | -- | -- | ---- | ---- | ---- | ------ |
| 1 | Rigalli Alginet                         | 24 | 20 | 4  | 2157 | 1618 | 539  | 44     |
| 2 | Sercomosa Molina Basket                 | 24 | 20 | 4  | 1927 | 1756 | 171  | 44     |
| 3 | CBI Elche X Maxiwatt                    | 24 | 19 | 5  | 1958 | 1731 | 227  | 43     |
| 4 | Club Bàsquet Sueca Vidriola Inmobles    | 24 | 19 | 5  | 1981 | 1791 | 190  | 43     |
| 5 | Servigroup Benidorm                     | 24 | 16 | 8  | 1858 | 1653 | 205  | 40     |
| 6 | UCAM Murcia Juver CB B                  | 24 | 14 | 10 | 1890 | 1890 | 0    | 38     |
| 7 | ESET Ontinet                            | 24 | 14 | 10 | 2009 | 1902 | 107  | 38     |
| 8 | CB Jorge Juan Tártaros Gonzalo Castelló | 24 | 7  | 17 | 1714 | 1971 | -257 | 31     |
| 9 | Real Murcia Baloncesto                  | 24 | 7  | 17 | 1811 | 2010 | -199 | 31     |
| 10 | Klinik · PM Carolinas                   | 24 | 7  | 17 | 1650 | 1782 | -132 | 31     |
| 11 | Adesavi                                 | 24 | 6  | 18 | 1644 | 1868 | -224 | 30     |
| 12 | Dénia Bàsquet                           | 24 | 4  | 20 | 1664 | 1942 | -278 | 28     |
| 13 | Lucentum Alicante B                     | 24 | 3  | 21 | 1813 | 2162 | -349 | 27     |
| Fuente: Federación Española de Baloncesto: Clasificación de la Liga EBA - Grupo E-B; actualización automática |                                         |    |    |    |      |      |      |        |

#### Participantes a la Fase final de la conferencia E
| Bandera de la Comunidad Valenciana | Bandera de la Comunidad Valenciana | Bandera de la Comunidad Valenciana | Bandera de la Región de Murcia |
| NB Torrent                         | Rigalli Alginet                    | Esportiu Bàsquet Vila-Real         | Sercomosa Molina Basket        |
| Clasificado como 1.º E             | Clasificado como 2.º E             | Clasificado como 3.º E             | Clasificado como 4.º E         |
| ---------------------------------- | ---------------------------------- | ---------------------------------- | ------------------------------ |

## Fase final
Los 16 equipos clasificados fueron divididos en dos grupos (A y B) con dos subgrupos de cuatro equipos cada uno. En cada subgrupo jugaron un formato de todos contra todos a una sola vuelta.
El ganador de cada subgrupo ascendió a Segunda FEB. Los cuatro segundos, dos del grupo A y dos del grupo B, jugaron una repesca en cada grupo para definir los otros dos ascensos.
La organización de las Fases finales fueron asignadas a las sedes de Gijón (grupo A)y Zaragoza (grupo B).

### Grupo A

#### Subgrupo 1
| Pos                                                                                        | Grp | Equipo                         | PJ | G | P | PF  | PC  | +/- | Pts | Ascenso                          |
| ------------------------------------------------------------------------------------------ | --- | ------------------------------ | -- | - | - | --- | --- | --- | --- | -------------------------------- |
| 1.º                                                                                        | 4E  | Sercomosa Molina Basket        | 3  | 3 | 0 | 234 | 201 | 33  | 6   | Asciende a Segunda FEB           |
| 2.º                                                                                        | 1A  | Círculo Gijón Noega Baloncesto | 3  | 2 | 1 | 229 | 215 | 14  | 5   | Repesca y Asciende a Segunda FEB |
| 3.º                                                                                        | 2D  | Colegio El Pinar               | 3  | 1 | 2 | 197 | 210 | -13 | 4   |                                  |
| 4.º                                                                                        | 2C  | DM Group Mollet                | 3  | 0 | 3 | 213 | 247 | -34 | 3   |                                  |
| Fuente: Federación Española de Baloncesto: Fase Final - Grupo 1A; actualización automática |     |                                |    |   |   |     |     |     |     |                                  |

| 22 de mayo de 2025 Jornada 1 (17:00) | DM Group Mollet                                                | 67–85                    | Sercomosa Molina Basket                                                      | Sede: Gijón |  |
|                                      | Parciales: 12–23, 17–25, 26–15, 12–22                          |                          |                                                                              | |  |
|                                      | Estadísticas A. Valle 14 A. Soto 8 N. Marín 5 G. Viñallonga 13 | Reporte Pts Reb Asts Val | Estadísticas 17 P. Sánchez Rodríguez 8 G. Cadme 7 F. Hernández 21 J. Tavelli | Pabellón: Palacio de Deportes Adolfo Suárez Árbitros: Palazón Ramos, Sergio González Banderas, Víctor Rafael Televisión: CanalFEB |  |

| 22 de mayo de 2025 Jornada 1 (20:00) | Colegio El Pinar                                                             | 62–68                    | Círculo Gijón Noega Baloncesto                                             | Sede: Gijón |  |
|                                      | Parciales: 20–14, 14–10, 15–27, 13–17                                        |                          |                                                                            | |  |
|                                      | Estadísticas C. Cobos 12 D. Stachovskij 8 I. Ruiz 3 C. Palomares, I. Ruiz 13 | Reporte Pts Reb Asts Val | Estadísticas 17 Y. Hoexun 11 S. Martínez 5 L. Paul 13 Y. Hoexun, S. Barros | Pabellón: Palacio de Deportes Adolfo Suárez Árbitros: Delgado Soto, Jaime González Zumajo, Jorge Televisión: CanalFEB |  |

| 23 de mayo de 2025 Jornada 2 (17:00) | Colegio El Pinar                                                                 | 63–75                    | Sercomosa Molina Basket                                      | Sede: Gijón |  |
|                                      | Parciales: 15–19, 18–22, 18–19, 12–15                                            |                          |                                                              | |  |
|                                      | Estadísticas C. Palomares, I. Ruiz 12 D. Stachovskij 10 4 jugadores 1 I. Ruiz 22 | Reporte Pts Reb Asts Val | Estadísticas 13 G. Cadme 7 G. Cadme 4 J. Tavelli 16 G. Cadme | Pabellón: Palacio de Deportes Adolfo Suárez Árbitros: Fuentes León, Marcos Pinotti Blanch, Marc Televisión: CanalFEB |  |

| 23 de mayo de 2025 Jornada 2 (20:00) | Círculo Gijón Noega Baloncesto                                 | 90–79                    | DM Group Mollet                                               | Sede: Gijón |  |
|                                      | Parciales: 21–22, 21–23, 16–20, 32–14                          |                          |                                                               | |  |
|                                      | Estadísticas S. Barros 17 M. Okafor 9 Y. Hoexun 5 S. Barros 29 | Reporte Pts Reb Asts Val | Estadísticas 20 I. Belver 9 I. Belver 7 C. Marzo 28 I. Belver | Pabellón: Palacio de Deportes Adolfo Suárez Árbitros: López Luis, Álvaro Sánchez Tardaguila, Isidoro Televisión: CanalFEB |  |

| 24 de mayo de 2025 Jornada 3 (17:00) | DM Group Mollet                                              | 67–72                    | Colegio El Pinar                                         | Sede: Gijón |  |
|                                      | Parciales: 17–12, 15–17, 16–23, 19–20                        |                          |                                                          | |  |
|                                      | Estadísticas A. Soto 12 G. Viñallonga 5 A. Soto 4 A. Soto 14 | Reporte Pts Reb Asts Val | Estadísticas 21 I. Ruiz 8 I. Ruiz 3 L. Moreno 27 I. Ruiz | Pabellón: Palacio de Deportes Adolfo Suárez Árbitros: Sánchez Cutillas, Juan Ortega Montes, German Televisión: CanalFEB |  |

| 24 de mayo de 2025 Jornada 3 (20:00) | Sercomosa Molina Basket                                                 | 74–71                    | Círculo Gijón Noega Baloncesto                              | Sede: Gijón |  |
|                                      | Parciales: 19–27, 17–11, 18–20, 20–13                                   |                          |                                                             | |  |
|                                      | Estadísticas F. Hernández 16 P. Sánchez 15 F. Hernández 5 P. Sánchez 25 | Reporte Pts Reb Asts Val | Estadísticas 22 L. Paul 11 S. Martínez 5 L. Paul 25 L. Paul | Pabellón: Palacio de Deportes Adolfo Suárez Árbitros: Gómez Luque, Alejandro Verdejo Fernández, Bernat Televisión: CanalFEB |  |

#### Subgrupo 2
| Pos                                                                                        | Grp | Equipo                   | PJ | G | P | PF  | PC  | +/- | Pts | Ascenso                |
| ------------------------------------------------------------------------------------------ | --- | ------------------------ | -- | - | - | --- | --- | --- | --- | ---------------------- |
| 1.º                                                                                        | 2A  | LBC Cocinas.com          | 3  | 2 | 1 | 243 | 228 | 15  | 5   | Asciende a Segunda FEB |
| 2.º                                                                                        | 1B  | CB Aridane               | 3  | 2 | 1 | 232 | 214 | 18  | 5   | Repesca                |
| 3.º                                                                                        | 3D  | Jaén Paraíso Interior FS | 3  | 2 | 1 | 266 | 273 | -7  | 5   |                        |
| 4.º                                                                                        | 2E  | Rigalli Alginet          | 3  | 0 | 3 | 251 | 277 | -26 | 3   |                        |
| Fuente: Federación Española de Baloncesto: Fase Final - Grupo 2A; actualización automática |     |                          |    |   |   |     |     |     |     |                        |

| 22 de mayo de 2025 Jornada 1 (10:00) | Rigalli Alginet                                                        | 102–103                  | Jaén Paraíso Interior FS                                                  | Sede: Gijón |  |
|                                      | Parciales: 23–22, 19–22, 24–28, 27–21 (T.E.: 9-10)                     |                          |                                                                           | |  |
|                                      | Estadísticas A. Zurbriggen 24 R. Mallik 9 E. Llacer 4 A. Zurbriggen 24 | Reporte Pts Reb Asts Val | Estadísticas 20 A. Orozco 6 S. Melero, D. Melero 3 A. Alemán 22 A. Alemán | Pabellón: Palacio de Deportes Adolfo Suárez Árbitros: Gómez Luque, Alejandro Sánchez Tardaguila, Isidoro Televisión: CanalFEB |  |

| 22 de mayo de 2025 Jornada 1 (13:00) | CB Aridane                                                                      | 61–69                    | LBC Cocinas.com                                                   | Sede: Gijón |  |
|                                      | Parciales: 14–10, 10–17, 20–21, 17–21                                           |                          |                                                                   | |  |
|                                      | Estadísticas P. Martínez 14 O. Fuentes, S. Gueye 7 P. Martínez 7 O. Balsells 16 | Reporte Pts Reb Asts Val | Estadísticas 12 A. Yailo 13 D. Ilincic 6 A. Infante 19 D. Ilincic | Pabellón: Palacio de Deportes Adolfo Suárez Árbitros: Verdejo Fernández, Bernat Pinotti Blanch, Marc Televisión: CanalFEB |  |

| 23 de mayo de 2025 Jornada 2 (10:00) | Jaén Paraíso Interior FS                                        | 79–88                    | CB Aridane                                                                       | Sede: Gijón |  |
|                                      | Parciales: 20–18, 19–27, 23–22, 17–21                           |                          |                                                                                  | |  |
|                                      | Estadísticas K. Delgado 14 D. Melero 8 A. Alemán 6 D. Melero 18 | Reporte Pts Reb Asts Val | Estadísticas 21 D. Ramírez 8 D. Ramírez, P. Martínez 9 O. Balsells 25 D. Ramírez | Pabellón: Palacio de Deportes Adolfo Suárez Árbitros: Palazón Ramos, Sergio Ortega Montes, Germán Televisión: CanalFEB |  |

| 23 de mayo de 2025 Jornada 2 (13:00) | Rigalli Alginet                                                               | 83–91                    | LBC Cocinas.com                                                     | Sede: Gijón |  |
|                                      | Parciales: 19–15, 26–20, 14–24, 24–32                                         |                          |                                                                     | |  |
|                                      | Estadísticas R. Mallik, E. Llacer 15 3 jugadores 5 M. Martínez 5 R. Mallik 17 | Reporte Pts Reb Asts Val | Estadísticas 28 D. Ilincic 13 D. Ilincic 5 B. Arévalo 34 D. Ilincic | Pabellón: Palacio de Deportes Adolfo Suárez Árbitros: González Banderas, Víctor Rafael Sánchez Cutillas, Juan Televisión: CanalFEB |  |

| 24 de mayo de 2025 Jornada 3 (10:00) | CB Aridane                                                      | 83–66                    | Rigalli Alginet                                                               | Sede: Gijón |  |
|                                      | Parciales: 23–16, 9–13, 24–16, 29–21                            |                          |                                                                               | |  |
|                                      | Estadísticas D. Ramírez 17 S. Gueye 9 O. Balsells 6 S. Gueye 24 | Reporte Pts Reb Asts Val | Estadísticas 12 A. Zurbriggen 7 L. Verdeguer 3 Tres jugadores 16 L. Verdeguer | Pabellón: Palacio de Deportes Adolfo Suárez Árbitros: González Zumajo, Jorge López Luis, Álvaro Televisión: CanalFEB |  |

| 24 de mayo de 2025 Jornada 3 (13:00) | LBC Cocinas.com                                                    | 83–84                    | Jaén Paraíso Interior FS                                         | Sede: Gijón |  |
|                                      | Parciales: 12–30, 26–14, 28–19, 17–21                              |                          |                                                                  | |  |
|                                      | Estadísticas D. Ilincic 23 D. Ilincic 9 B. Arévalo 5 D. Ilincic 31 | Reporte Pts Reb Asts Val | Estadísticas 26 A. Orozco 8 K. Delgado 3 K. Delgado 25 A. Orozco | Pabellón: Palacio de Deportes Adolfo Suárez Árbitros: Fuentes León, Marcos Delgado Soto, Jaime Televisión: CanalFEB |  |

### Grupo B

#### Subgrupo 3
| Pos                                                                                        | Grp | Equipo                             | PJ | G | P | PF  | PC  | +/- | Pts | Ascenso                          |
| ------------------------------------------------------------------------------------------ | --- | ---------------------------------- | -- | - | - | --- | --- | --- | --- | -------------------------------- |
| 1.º                                                                                        | 2B  | CB Getafe                          | 3  | 3 | 0 | 233 | 218 | 15  | 6   | Asciende a Segunda FEB           |
| 2.º                                                                                        | 3A  | Castillo de Gorraiz Valle de Egüés | 3  | 2 | 1 | 232 | 227 | 5   | 5   | Repesca y Asciende a Segunda FEB |
| 3.º                                                                                        | 1C  | CB Navàs Viscola                   | 3  | 1 | 2 | 232 | 210 | 22  | 4   |                                  |
| 4.º                                                                                        | 3E  | Esportiu Bàsquet Vila-Real         | 3  | 0 | 3 | 202 | 244 | -42 | 3   |                                  |
| Fuente: Federación Española de Baloncesto: Fase Final - Grupo 3B; actualización automática |     |                                    |    |   |   |     |     |     |     |                                  |

| 22 de mayo de 2025 Jornada 1 (10:15) | Esportiu Bàsquet Vila-Real                                                 | 55–87                    | CB Navàs Viscola                                                                   | Sede: Zaragoza                                                                                          |  |
|                                      | Parciales: 11–21, 11–23, 13–24, 20–19                                      |                          |                                                                                    | |  |
|                                      | Estadísticas A. Ribera 15 A. Ribera 8 M. Garrido, A. Igbins 3 A. Igbins 16 | Reporte Pts Reb Asts Val | Estadísticas 20 J. Zanca i Pascual 16 A. Alexandre 5 I. Juncadella 23 A. Alexandre | Pabellón: Pabellón Siglo XXI Árbitros: Uriarte Garay, Mikel González Zumajo, Ángel Televisión: CanalFEB |  |

| 22 de mayo de 2025 Jornada 1 (12:30) | CB Getafe                                                       | 79–74                    | Castillo de Gorraiz Valle de Egüés                          | Sede: Zaragoza                                                                                               |  |
|                                      | Parciales: 17–20, 16–23, 25–18, 21–13                           |                          |                                                             | |  |
|                                      | Estadísticas J. Tejera 20 J. Tejera 10 I. Ibáñez 6 J. Tejera 31 | Reporte Pts Reb Asts Val | Estadísticas 16 A. Calvo 12 A. Ramón 6 A. Calvo 23 A. Calvo | Pabellón: Pabellón Siglo XXI Árbitros: Arias Expósito, Lucas Martínez González, Joaquín Televisión: CanalFEB |  |

| 23 de mayo de 2025 Jornada 2 (10:15) | CB Navàs Viscola                                                                                             | 77–83                    | CB Getafe                                                     | Sede: Zaragoza |  |
|                                      | Parciales: 27–12, 12–20, 16–18, 22–33                                                                        |                          |                                                               | |  |
|                                      | Estadísticas J. Zanca i Pascual 21 J. Zanca i Pascual 11 E. Sims, J. Zanca i Pascual 2 J. Zanca i Pascual 27 | Reporte Pts Reb Asts Val | Estadísticas 34 J. Parra 14 J. Tejera 5 I. Ibáñez 30 J. Parra | Pabellón: Pabellón Siglo XXI Árbitros: Bernabéu Valentín, Gerardo Ibarra Mendoza, Jorge Luis Televisión: CanalFEB |  |

| 23 de mayo de 2025 Jornada 2 (12:30) | Esportiu Bàsquet Vila-Real                                                   | 80–86                    | Castillo de Gorraiz Valle de Egüés                                               | Sede: Zaragoza                                                                                                 |  |
|                                      | Parciales: 17–19, 19–25, 25–26, 19–16                                        |                          |                                                                                  | |  |
|                                      | Estadísticas G. Volpato 20 A. Ribera 12 A. Cejudo, A. Ribera 4 M. Moragas 19 | Reporte Pts Reb Asts Val | Estadísticas 18 J. Lacunza, M. Portález 10 M. Portález 5 A. Calvo 28 M. Portález | Pabellón: Pabellón Siglo XXI Árbitros: Cóndor Benítez, Ángel Castillo Morales, Antonio M. Televisión: CanalFEB |  |

| 24 de mayo de 2025 Jornada 3 (10:00) | CB Getafe                                                                    | 71–67                    | Esportiu Bàsquet Vila-Real                                                       | Sede: Zaragoza                                                                                               |  |
|                                      | Parciales: 16–15, 13–18, 18–19, 24–15                                        |                          |                                                                                  | |  |
|                                      | Estadísticas I. Ibáñez 12 J. Tejera 12 I. Ibáñez, J. González 4 J. Tejera 23 | Reporte Pts Reb Asts Val | Estadísticas 14 D. García 12 J. Campos de Bengoa 3 tres jugadores 16 J. Le Berre | Pabellón: Pabellón Siglo XXI Árbitros: Alonso Díez, Julio César Baselga Nicolau, Manuel Televisión: CanalFEB |  |

| 24 de mayo de 2025 Jornada 3 (12:30) | Castillo de Gorraiz Valle de Egüés                              | 72–68                    | CB Navàs Viscola                                                                          | Sede: Zaragoza                                                                                              |  |
|                                      | Parciales: 13–16, 9–27, 27–12, 23–13                            |                          |                                                                                           | |  |
|                                      | Estadísticas A. Urtasun 21 P. Yarnoz 8 A. Calvo 6 A. Urtasun 24 | Reporte Pts Reb Asts Val | Estadísticas A. Alexandre, I. Juncadella 14 8 A. Saló 5 D. Yuste, A. Montagut 18 D. Yuste | Pabellón: Pabellón Siglo XXI Árbitros: Rubio Montes, Estíbaliz Valle Iglesias, José M. Televisión: CanalFEB |  |

#### Subgrupo 4
| Pos                                                                                        | Grp | Equipo                       | PJ | G | P | PF  | PC  | +/- | Pts | Ascenso                |
| ------------------------------------------------------------------------------------------ | --- | ---------------------------- | -- | - | - | --- | --- | --- | --- | ---------------------- |
| 1.º                                                                                        | 3C  | Azulejos Moncayo CBZ         | 3  | 3 | 0 | 246 | 234 | 12  | 6   | Asciende a Segunda FEB |
| 2.º                                                                                        | 3B  | Fundación Globalcaja La Roda | 3  | 2 | 1 | 202 | 175 | 27  | 5   | Repesca                |
| 3.º                                                                                        | 1D  | Ática Sevilla CB Coria       | 3  | 1 | 2 | 199 | 201 | -2  | 4   |                        |
| 4.º                                                                                        | 1E  | NB Torrent                   | 3  | 0 | 3 | 195 | 232 | -37 | 3   |                        |
| Fuente: Federación Española de Baloncesto: Fase Final - Grupo 4B; actualización automática |     |                              |    |   |   |     |     |     |     |                        |

| 22 de mayo de 2025 Jornada 1 (18:15) | NB Torrent                                                                       | 44–68                    | Fundación Globalcaja La Roda                                                 | Sede: Zaragoza |  |
|                                      | Parciales: 14–21, 13–12, 7–14, 10–21                                             |                          |                                                                              | |  |
|                                      | Estadísticas A. Terrades 12 L. Blasco 5 M. Arbeloa, A. Terrades 2 A. Terrades 12 | Reporte Pts Reb Asts Val | Estadísticas 21 K. Wright 13 B. Pietras 3 M. Oliva, M. Voronin 20 O. Bramble | Pabellón: Pabellón Colegio Liceo Europa Árbitros: Castillo Morales, Antonio M. Alonso Díez, Julio César Televisión: CanalFEB |  |

| 22 de mayo de 2025 Jornada 1 (20:30) | Azulejos Moncayo CBZ                                            | 76–74                    | Ática Sevilla CB Coria                                               | Sede: Zaragoza |  |
|                                      | Parciales: 15–19, 17–16, 23–20, 21–19                           |                          |                                                                      | |  |
|                                      | Estadísticas D. Arjol 23 M. Ndiaye 10 Z. Williams 4 D. Arjol 29 | Reporte Pts Reb Asts Val | Estadísticas 23 J. Cebolla 11 S. Laghridat 8 A. Tejada 23 J. Cebolla | Pabellón: Pabellón Colegio Liceo Europa Árbitros: Valle Iglesias, José M. Bernabéu Valentín, Gerardo Televisión: CanalFEB |  |

| 23 de mayo de 2025 Jornada 2 (18:15) | NB Torrent                                                                          | 57–67                    | Ática Sevilla CB Coria                                                         | Sede: Zaragoza |  |
|                                      | Parciales: 14–19, 12–17, 15–17, 16–14                                               |                          |                                                                                | |  |
|                                      | Estadísticas A. Terrades 15 A. Terrades 8 M. Arbeloa, C. Campillos 3 A. Terrades 17 | Reporte Pts Reb Asts Val | Estadísticas 28 J. Morales 10 J. Morales 2 A. Tejada, J. Cebolla 29 J. Morales | Pabellón: Pabellón Colegio Liceo Europa Árbitros: Baselga Nicolau, Manuel Rubio Montes, Estíbaliz Televisión: CanalFEB |  |

| 23 de mayo de 2025 Jornada 2 (20:30) | Fundación Globalcaja La Roda                                             | 66–73                    | Azulejos Moncayo CBZ                                               | Sede: Zaragoza |  |
|                                      | Parciales: 21–13, 14–25, 16–20, 15–15                                    |                          |                                                                    | |  |
|                                      | Estadísticas P. López 15 O. Bramble 9 M. Oliva, M. Voronin 3 P. López 15 | Reporte Pts Reb Asts Val | Estadísticas 22 Z. Williams 11 M. Ndiaye 8 D. Arjol 25 Z. Williams | Pabellón: Pabellón Colegio Liceo Europa Árbitros: Martínez González, Joaquín Uriarte Garay, Mikel Televisión: CanalFEB |  |

| 24 de mayo de 2025 Jornada 3 (16:00) | Ática Sevilla CB Coria                                                            | 58–68                    | Fundación Globalcaja La Roda                                 | Sede: Zaragoza                                                                                               |  |
|                                      | Parciales: 16–20, 16–16, 11–11, 15–21                                             |                          |                                                              | |  |
|                                      | Estadísticas A. Tejada 17 S. Laghridat 8 A. Rodríguez, J. Cebolla 2 J. Cebolla 19 | Reporte Pts Reb Asts Val | Estadísticas 15 K. Wright 11 M. Niang 3 M. Oliva 18 M. Niang | Pabellón: Pabellón Siglo XXI Árbitros: Ibarra Mendoza, Jorge Luis Arias Expósito, Lucas Televisión: CanalFEB |  |

| 24 de mayo de 2025 Jornada 3 (18:30) | Azulejos Moncayo CBZ                                            | 97–94                    | NB Torrent                                                         | Sede: Zaragoza                                                                                           |  |
|                                      | Parciales: 20–16, 11–19, 19–19, 26–22 (T.E.: 21–18)             |                          |                                                                    | |  |
|                                      | Estadísticas Z. Williams 28 M. Ndiaye 12 D. Arjol 9 D. Arjol 35 | Reporte Pts Reb Asts Val | Estadísticas 26 A. Terrades 14 A. Sáez 5 M. Arbeloa 25 A. Terrades | Pabellón: Pabellón Siglo XXI Árbitros: González Zumajo, Ángel Cóndor Benítez, Ángel Televisión: CanalFEB |  |

### Repesca
| Equipo 1                           | Resultado | Equipo 2                     |
| ---------------------------------- | --------- | ---------------------------- |
| Círculo Gijón Noega Baloncesto     | 95-81     | CB Aridane                   |
| Castillo de Gorraiz Valle de Egüés | 70-59     | Fundación Globalcaja La Roda |

| 25 de mayo de 2025 1.er partido de Repesca (12:30) | Círculo Gijón Noega Baloncesto                                   | 95–81                    | CB Aridane                                                           | Sede: Gijón |  |
|                                                    | Parciales: 18–13, 23–20, 24–28, 30–20                            |                          |                                                                      | |  |
|                                                    | Estadísticas S. Gallego 26 S. Martínez 9 L. Paul 9 S. Gallego 28 | Reporte Pts Reb Asts Val | Estadísticas 24 P. Martínez 10 S. Gueye 6 P. Martínez 18 P. Martínez | Pabellón: Palacio de Deportes Adolfo Suárez Árbitros: Gómez Luque, Alejandro Verdejo Fernández, Bernat Televisión: CanalFEB |  |

| 25 de mayo de 2025 2.º partido de Repesca (12:30) | Castillo de Gorraiz Valle de Egüés                                 | 70–59                    | Fundación Globalcaja La Roda                                                 | Sede: Zaragoza |  |
|                                                   | Parciales: 18–15, 17–25, 20–15, 15–4                               |                          |                                                                              | |  |
|                                                   | Estadísticas J. Lacunza 18 M. Portález 11 A. Calvo 5 J. Lacunza 19 | Reporte Pts Reb Asts Val | Estadísticas 19 K. Wright 6 O. Bramble 2 M. Voronin, B. Pietras 17 K. Wright | Pabellón: Pabellón Siglo XXI Árbitros: Martínez González, Joaquín Ibarra Mendoza, Jorge Luis Televisión: CanalFEB |  |

## Postemporada
Ascendieron a Segunda FEB:
- Sercomosa Molina Basket.
- CB Getafe.
- Azulejos Moncayo CBZ.
- LBC Cocinas.com.
- Círculo Gijón Noega Baloncesto.
- Castillo de Gorraiz Valle de Egüés.
- Jaén Paraíso Interior CB (al ocupar vacantes).[18]
- Spanish Basketball Academy (al ocupar vacantes, ascendió desde Primera División).[18]

Descendieron de Segunda FEB:
- Teknei Bizkaia Zornotza.
- Ibersol CB Tarragona.
- CB Prat (renunció a Segunda FEB al intercambiar su plaza con el  Sol Gironès Bisbal Bàsquet).[19]
- Damex UDEA Algeciras.
- (  Ciudad de Huelva Emerita Resources renunció también a inscribirse en Tercera FEB).
- (  CB Santfeliuenc intercambio su plaza con el  CB Quart pasando a disputar la Super Copa).
- (  CB L'Horta Godella vendió su plaza al  CB Toledo Basket, club de nueva creación).[20]
- (  La Salud Archena renunció también a inscribirse en Tercera FEB).[21]
- (  Sol Gironès Bisbal Bàsquet no descendió al intercambiar su plaza con el   CB Prat).[19]

Descendieron a Primera División:
| - Tabirako Baqué. - PBB Godoy Maceira. - Pablo Laso Academy. - CB Valsequillo. - SD Espanyol - Smartclínic. - Global Real Estate CB Salt. - Grupo Jorge Baloncesto Zuera. |  | - CN Helios. - Transportes Gobra Güímar. - Cabezuelo CB Socuéllamos. - Real Betis Baloncesto B. - City of Badajoz Academy. - Dénia Bàsquet. |

- (  Blendio,   Pas-Piélagos,   Real Valladolid Bto B,   Santo Domingo Betanzos,   Estudiantes Lugo,   Bosco Salesianos,
  EB Felipe Antón,   Tobarra CB,  Mataró Parc Boet,   Golf de Andratx,  Fitosur B. Murgi,  CB Tabernes Blanques,
 CB Morvedre,  Picken Claret y   Lucentum Alicante B no descendieron al ocupar vacantes).

Renunciaron a la Liga EBA:
- Mondragon Unibersitatea.
- Sun Chlorella Dragons.
- Jac Sants Barcelona.
- Real Murcia Baloncesto.

Cambiaron a disputar la Liga U:
| - Fundación Bilbao Basket Fundazioa. - Grupo de Santiago. - Real Madrid B. - Fundación CB Canarias B. - Joventut Badalona B. - Motor Munich Cadí Manresa B. |  | - Barça B. - Anagán - El Olivar. - Unicaja Andalucía B. - Valencia BC B. - UCAM Murcia Juver CB B. |

Ascendieron desde Primera División:
| - Ulla Oil Rosalía. - Sigaltec. - CB Navia La Magaya. - Caja Rural RDL. - Grupo Inmapa Filipenses. - Universidad Deusto Loiola Indautxu. - Megacalzado Ardoi. - Grupo Egido Pintobasket. - ADC Boadilla. - Alcobendas CB. - CD Mensajero. |  | - Inmobiliara Gálvez Santa Cruz. - Baloncesto Telde. - Autocares Rodríguez. - Bazu Baloncesto Azudense. - Pujol Mollerussa. - UE Sant Cugat - Occident. - CB Cornellà. - Sandá Electroclima - BC Tecla Sala. - CB Quart Grues Cruz. - Letra Corpórea Barbastro. - Frivalca La Muela. |  | - Flanigan Calvià. - Insolac CB Alcalá Caja87. - Byspania Tíjola. - Ecoculture CB Almería. - CBA Spain. - Bosco Mérida Patrimonio de la Humanidad. - BC Peñiscola. - Cemalu Aldaia. - CA Montemar. - Halal Food Quality Uixó Bàsquet. - CB Estudiantes Cartagena. |

- (  CDE Daygon Baloncesto Santander,  CD Universidad Valladolid,  AB Najerilla y  CB El Palo renunciaron al ascenso).

La Liga EBA alcanzarìa los 139 equipos en la siguiente temporada.

## Galardones

### Jugador de la jornada
| Jornada    | Jugador             | Equipo                                          | Val. | Ref    |
| ---------- | ------------------- | ----------------------------------------------- | ---- | ------ |
| 1          | Mamadou Diagne      | ESET Ontinet                                    | 44   | [ 23 ] |
| 2          | Mario Linde         | Hotel 4Postes - Ávila Auténtica - El Bulevar    | 39   | [ 24 ] |
| 2          | Sergio Martínez     | Círculo Gijón Noega Baloncesto                  | 39   | [ 24 ] |
| 3          | / Brayan González   | Tobarra CB                                      | 41   | [ 25 ] |
| 4          | Djiguy Diarrra      | Universidad de Oviedo                           | 45   | [ 26 ] |
| 5          | / Kaj Sherman       | Servigroup Benidorm                             | 44   | [ 27 ] |
| 6          | Xabi Hernández      | Sa Tintina CB Es Castell                        | 45   | [ 28 ] |
| 7          | / Maker Bol         | Baskonia B                                      | 41   | [ 29 ] |
| 8          | Nacho Martín        | Sa Real Instalaciones Arévalo Ibiza             | 49   | [ 30 ] |
| 9          | Nacho Martín (2)    | Sa Real Instalaciones Arévalo Ibiza (2)         | 48   | [ 31 ] |
| 10         | Imo González        | Náutico Tenerife                                | 43   | [ 32 ] |
| 11         | Daniel Pérez        | Dénia Bàsquet                                   | 41   | [ 33 ] |
| 12         | Raudelis Guerra     | Grupo Jorge Baloncesto Zuera                    | 42   | [ 34 ] |
| 13         | Wildens Lebeque     | Oposita Marín Ence Peixegalego                  | 44   | [ 35 ] |
| 14         | / Adriano Gase      | San Antonio Cáceres                             | 38   | [ 36 ] |
| 15         | / Kaj Sherman (2)   | Servigroup Benidorm (2)                         | 51   | [ 37 ] |
| 16         | Álvaro Biersack     | Uros de Rivas                                   | 46   | [ 38 ] |
| 17         | Tury Seara          | Jaén Paraíso Interior - Ska Logistik CB Andújar | 45   | [ 39 ] |
| 18         | Sergio Martínez (2) | Círculo Gijón Noega Baloncesto (2)              | 39   | [ 40 ] |
| 19         | Tim Koffo           | Grupo de Santiago                               | 48   | [ 41 ] |
| 20         | Conrad Klotz        | Lucentum Alicante B                             | 46   | [ 42 ] |
| 21         | / Ayodeji Akinwole  | Perfumerías Avenida Xoborg                      | 46   | [ 43 ] |
| 22         | Nico Marina         | San Antonio Cáceres                             | 45   | [ 44 ] |
| 23         | Mamadou Diagne (2)  | ESET Ontinet (2)                                | 45   | [ 45 ] |
| 24         | Miguel Moragas      | Esportiu Bàsquet Vila-real                      | 55   | [ 46 ] |
| 25         | Demba Sheriff       | EB Felipe Antón                                 | 43   | [ 47 ] |
| 25         | Ian Platteeuw       | Joventut Badalona B                             | 43   | [ 47 ] |
| 26         | Thierry Sagna       | Recoletas Salud Carbajosa                       | 44   | [ 48 ] |
| Fase Final | Dejan Ilincic       | LBC Cocinas.com                                 | 28   | [ 49 ] |